# Fuego de noche, nieve de día
«Fuego de noche, nieve de día» es una balada escrita por K. C. Porter, coescrita por Luis Gómez-Escolar e Ian Blake, producida por K. C. Porter y coproducida por Ian Blake e interpretada por el cantante puertorriqueño Ricky Martin. Es el cuarto sencillo de su tercer álbum de estudio A medio vivir (1995), y fue publicado como sencillo bajo los sellos discográficos Sony Latin y Columbia Records el 18 de marzo de 1996 en los Estados Unidos y América Latina. 
La canción alcanzó el puesto 12 de la lista Latin Pop Airplay en Estados Unidos. Ha sido incluida en los álbumes recopilatorios La historia (2001) y 17 (2008), así como en el disco en vivo MTV Unplugged (2006).

## Video musical
El video musical fue dirigido por el argentino Gustavo Garzón y filmado en febrero de 1996 en México. El mismo narra la trágica historia de amor y pasión entre un hombre (interpretado por el propio Martin) y una mujer (su amante o novia, interpretada por la actriz mexicana Kate del Castillo), hospitalizada en un neuropsiquiátrico, debido a un trastorno bipolar. El video va mostrando escenas de ellos compartiendo paseos en la playa y momentos de intimidad alternados con escenas de la internación. La historia concluye con la muerte de la mujer en cuestión, la cual conduce al protagonista masculino al suicidio. Fue incluido en los DVD de La historia y 17, lanzados en 2001 y 2008 respectivamente.

## Listas musicales de canciones
| Lista (1996)                       | Mejor ubicación |
| ---------------------------------- | --------------- |
| Estados Unidos (Latin Pop Airplay) | 12              |